# Monilinia
Monilinia (sin. Sclerotinia) è un genere di funghi appartenente agli Ascomiceti, che comprende diverse specie parassite di piante arboree da frutto. Le specie più importanti sono Monilinia laxa e Monilinia fructigena. In passato si credeva che la prima attaccasse le drupacee e la seconda le pomacee (tanto che si parlava di due distinte patologie, moniliosi delle drupacee e moniliosi delle pomacee), ma poi si è constatato che entrambe le specie possono attaccare sia le pomacee che le drupacee. La differenza sta invece negli organi della pianta che vengono attaccati, in quanto la Monilinia fructigena  colpisce meno frequentemente le foglie e i fiori. Altre specie di Monilinia sono Monilinia fructicola che attacca le drupacee, Monilinia mespili che attacca il nespolo comune e Monilinia linhartiana che attacca il cotogno.